# Quasipusula
Quasipusula is een geslacht van weekdieren uit de klasse van de Gastropoda (slakken).

## Soort
- Quasipusula vemacola (Liltved, 1987)